# Hubert Schwetlick
Hubert Schwetlick (* 10. Februar 1942 in Lötzen, Ostpreußen) ist ein deutscher Mathematiker, bekannt durch seine Beiträge zur Numerik nichtlinearer Gleichungen und von Optimierungs- und Eigenwertproblemen.

## Werdegang
Hubert Schwetlick studierte nach dem Abitur 1960 in Elsterwerda in den Jahren 1960–1965 an der TH/TU Dresden. Als Assistent in Dresden promovierte er 1967 mit einer Arbeit zu Fehlerabschätzungen bei Operatorgleichungen. 1976 habilitierte er mit der Arbeit Über die Lösung nichtlinearer Probleme.
1970 wird Hubert Schwetlick Dozent an der TU Dresden, 1979–1992 ist er Ordentlicher Professor für Numerische Mathematik an der Martin-Luther-Universität Halle und Leiter des entsprechenden Wissenschaftsbereiches. Von 1992 bis zur Emeritierung 2007 kehrt Hubert Schwetlick zurück zur Numerischen Mathematik in Dresden, leitet  kommissarisch das Institut für Wissenschaftliches Rechnen 1992/93 und dann 1994 bis 2002 das Institut für Numerische Mathematik. Von Juli bis Dezember 1990 und Februar bis April 1995 nahm er eine Gastprofessur an der Colorado State University wahr.
Er war Mitglied des Editorial Board der Zeitschriften Computing, Optimization Methods and Software und Zeitschrift für Angewandte Mathematik und Mechanik, deren Editor-in-Chief er in den Jahren 1995–2001 war.

## Zum mathematischen Werk
Forschungsgebiete von Hubert Schwetlick sind:
- Numerische Verfahren für nichtlineare Gleichungen
- Numerische Verfahren für nichtlineare Optimierungs- und Quadratmittelprobleme
- Nichtlineare Parameterschätzung
- Splineglättung
- Eigen- und Singulärwertberechnungen
- Nichtlineare Eigenwertprobleme

Laut zbMATH publizierte er 74 wissenschaftliche Arbeiten, darunter vier Bücher.

## Schriften
Bücher
- Numerik nichtlinearer Gleichungen. Deutscher Verlag der Wissenschaften, Berlin 1979
- (mit A. Kielbasinski) Numerische lineare Algebra. Deutscher Verlag der Wissenschaften, Berlin 1988
- (mit H. Kretzschmar) Numerische Verfahren für Naturwissenschaftler und Ingenieure. Fachbuchverlag Leipzig 1991
- (mit H.-G. Roos) Numerische Mathematik. Das Grundwissen für jedermann. Teubner-Verlag, Stuttgart/Leipzig 1999

ausgewählte Zeitschriftenartikel
- (mit G. Pönisch) Computing turning points of curves implicitely defined by nonlinear equations depending on a parameter. Computing, 26(1981), 107–121
- (mit J. W. Schmidt) Ableitungsfreie Verfahren mit höherer Konvergenzgeschwindigkeit. Computing, 3(1968), 215–226
- (mit R. Menzel) Zur Lösung parameterabhängiger nichtlinearer Gleichungen mit singulären Jacobi-Matrizen. Numerische Math., 30(1978), 65–79